# Liste der Abgeordneten zum Galizischen Landtag (I. Wahlperiode)
Diese Liste der Abgeordneten zum Galizischen Landtag (I. Wahlperiode) listet alle Abgeordneten zum Galizischen Landtag des Kronlandes Galizien und Lodomerien in der I. Wahlperiode auf. Die Wahlperiode reichte von 1861 bis 1867.

## Sessionen
Die I. Wahlperiode umfasste drei Sessionen:
- I. Session: vom 15. bis zum 26. April 1861
- II. Session: vom 12. bis zum 31. Jänner 1863
- III. Session: vom 23. November 1865 bis zum 28. April 1866

## Landtagsabgeordnete
Die Tabelle enthält im Einzelnen folgende Informationen:
| Name:        | Name des Abgeordneten |
| Wahlklasse:  | Die dem Klassenwahlrecht entsprechende Wahlklasse bzw. Kurie: I. Wahlklasse = Virilstimme (Bischöfe und Rektoren); II: Adelige des Großen Grundbesitzes; III: Handels- und Gewerbekammer; IV: Zensuswahlklasse unterteilt nach Städten/Orten bzw. Landgemeinden; |
| Region:      | Die im Wahlbezirk enthaltenen Städte bzw. Gerichtsbezirke (Landgemeindewahlbezirke) |
| Anmerkungen: | Veränderungen während der Periode durch Tod, Mandatsverzicht oder spätere Angelobung |

| Name                             | Wahlklasse                 | Region                                          | Anmerkung |
| -------------------------------- | -------------------------- | ----------------------------------------------- | --- |
| Agopsowicz Kajetan               | Großgrundbesitz            | 15. Wahlkreis Kolomyia                          | um 1865 ausgeschieden |
| Andrejczuk Teodor                | Landgemeinden              | 8. Wahlkreis Borszczów, Mielnica                | |
| Antalkiewicza Antoniego          | Landgemeinden              | 74. Wahlkreis Żywiec, Ślemień, Milówka          | wurde um 1863 in einer Nachwahl gewählt, jedoch wurde die Wahl 1866 annulliert |
| Badeni Władysław                 | Städte                     | 7. Wahlkreis Jaroslaw                           | 1866 als Nachfolger von Antoni Juskiewicz gewählt |
| Bartynowski Piotr                | Virilstimme                | Jagiellonen-Universität                         | im Jahr 1861 |
| Baum Józef                       | Landgemeinden              | 71. Wahlkreis Wadowice, Kalwaria, Andrychów     | schied vorzeitig aus |
| Baworowski Włodzimierz           | Großgrundbesitz            | 7. Wahlkreis Ternopil                           | folgte Leo Sapieha nach, der das Mandat in einem anderen Wahlkreis annahm |
| Benoe Atanazy                    | Großgrundbesitz            | 1. Wahlkreis Krakau                             | bis 1865 |
| Bętkowski Nikodem                | Landgemeinden              | 53. Wahlkreis Wieliczka, Podgórze, Dobczyce     | starb 1865 |
| Bielewicz Walenty                | Landgemeinden              | 18. Wahlkreis Mościska, Sądowa Wisznia          | ursprünglich war hier Olexa Balabuch gewählt worden, dessen Wahl jedoch annulliert worden war |
| Biłous Teodor                    | Landgemeinden              | 37. Wahlkreis TarnopolIhrowice, Mikulińce       | |
| Błaz Antoni                      | Landgemeinden              | 27. Wahlkreis Dubiecko, Brzozów                 | seine Wahl wurde 1863 annulliert |
| Bocheński Alojzy                 | Großgrundbesitz            | 2. Wahlkreis Brzeziny                           | Im Wahlkreis Brzeziny waren zunächst Leon Sapieha und Aleksander Dunin-Borkowski gewählt worden, die jedoch ein Mandat in der II.Kurie annahmen.Daher wurde im Wahlkreis eine komplette Neuwahl durchgeführt |
| Boczkowski Juwenal               | Großgrundbesitz            | 12. Wahlkreis Rzeszów                           | |
| Borysikiewicz Jan                | Landgemeinden              | 10. Wahlkreis Kopyczyńce, Husiatyn              | |
| Bratranek Emil                   | Virilstimme                | Jagiellonen-Universität                         | im Jahr 1866 |
| Breuer Józef                     | Handels- und Gewerbekammer | Lemberg                                         | |
| Chomiński Joachim                | Landgemeinden              | 46. Wahlkreis Bełz, Uhnów, Sokal:               | trat 1863 zurück |
| Cichorz Michał                   | Landgemeinden              | 65. Wahlkreis Limanowa, Skrzydlna               | wurde 1863 als Nachfolger von Wojciech Zelek gewählt. Seine Wahl wurde 1863 in Zweifel gezogen, jedoch wurde er wiedergewählt                                                                                |
| Cielecki Włodzimierz             | Großgrundbesitz            | 5. Wahlkreis Czortków                           | um 1865 ausgeschieden |
| Cywiński Zenon                   | Großgrundbesitz            | 2. Wahlkreis Brzeziny                           | |
| Czajkowski Jan                   | Großgrundbesitz            | 10. Wahlkreis Żółkiew                           | auf Grund des Mandatsverzichts von Leon Sapieha bzw. Włodzimierz Dzieduszycki in einer Nachwahl gewählt |
| Czechura Maciej                  | Landgemeinden              | 70. Wahlkreis Mielec, Zassów                    | |
| Czerkawski Euzebiusz             | Virilstimme                | Rektor der Universität Lemberg                  | im Jahr 1866. |
| Czerwiakowski Ignacy             | Virilstimme                | Jagiellonen-Universität                         | im Jahr 1863 |
| Demkow Mikołaj                   | Landgemeinden              | 46. Wahlkreis Bełz, Uhnów, Sokal:               | 1863 zum Nachfolger von Joachim Chomiński gewählt |
| Dietl Józef                      | Großgrundbesitz            | 1. Wahlkreis Krakau                             | |
| Dobrzański Antoni                | Landgemeinden              | 16. Wahlkreis Jaroslaw, Sieniawa, Ginilewicz    | |
| Dobrzański Aleksander            | Großgrundbesitz            | 8. Wahlkreis Sanok                              | 1866 verstorben |
| Dolański Ludwik                  | Großgrundbesitz            | 9. Wahlkreis Sambor                             | schied auf Grund von gesundheitlichen Problemen 1866 aus |
| Drohojowski Marceli              | Großgrundbesitz            | 11. Wahlkreis Sadec                             | schied um 1865 aus |
| Drozd Tomasz                     | Landgemeinden              | 51. Wahlkreis Bochnia, Niepołomice, Wiśnicz     | |
| Dubs Marek                       | Städte                     | 1. Wahlkreis Lemberg                            | |
| Dubs Lazar                       | Städte                     | 15. Wahlkreis Kołomyja                          | bis 1865 |
| Dunin Borkowski Aleksander       | Städte                     | 1. Wahlkreis Lemberg                            | |
| Dwolinski Stefan                 | Landgemeinden              | 7. Wahlkreis Zaleszczyki, Tłuste                | |
| Dzerowicz Hipolit                | Landgemeinden              | 4. Wahlkreis Bóbrka, Chodorów                   | |
| Dzieduszycki Kazimierz           | Großgrundbesitz            | 4. Wahlkreis Złoczów                            | trat 1863 zurück |
| Dzieduszycki Włodzimierz         | Großgrundbesitz            | 4. Wahlkreis Złoczów                            | ab 1865 |
| Dzieduszycki Aleksander          | Großgrundbesitz            | 13. Wahlkreis Stryj                             | schied 1865 aus |
| Dzieduszycki Władysław           | Großgrundbesitz            | 14. Wahlkreis Stanisławów                       | 1865 ausgeschieden |
| Dziewoński Marcin                | Landgemeinden              | 53. Wahlkreis Wieliczka, Podgórze, Dobczyce     | am 30. November 1865 zum Nachfolger von Nikodem Bętkowski gewählt |
| Fortuna Bazyli                   | Landgemeinden              | 44. Wahlkreis Załosce, Zborów                   | |
| Fredro Aleksander                | Großgrundbesitz            | 9. Wahlkreis Sambor                             | legte sein Mandat nach der 1. Sitzung zurück |
| Fredro Jan Aleksander            | Großgrundbesitz            | 9. Wahlkreis Sambor                             | folgte 1866 Ludwik Dolański nach |
| Geringer Józef                   | Großgrundbesitz            | 5. Wahlkreis Czortków                           | am 28. November 1865 gewählt |
| Ginilewicz Grzegorz              | Landgemeinden              | 15. Wahlkreis Przemyśl, Niżankowice             | |
| Głowacki Jakub                   | Virilstimme                | Rektor der Universität Lemberg                  | im Jahr 1864 |
| Gniewosz Edward                  | Großgrundbesitz            | 9. Wahlkreis Sambor                             | folgte Henryk Janko nach |
| Gnoinski Michal                  | Großgrundbesitz            | 4. Wahlkreis Złoczów                            | ab 1865 |
| Gołaszewski Leon                 | Großgrundbesitz            | 6. Wahlkreis Tarnów                             | am 14. Juni 1866 zum Nachfolger von Wincenty Rogalinski gewählt |
| Golejewski Antoni                | Großgrundbesitz            | 15. Wahlkreis Kolomyia                          | trat am 19. Jänner 1863 zurück, wurde jedoch wiedergewählt |
| Goluchowski Agenor               | Städte                     | 1. Wahlkreis Lemberg                            | wurde als Nachfolger von Florian Ziemiałkowski gewählt |
| Grocholski Kazimierz             | Großgrundbesitz            | 7. Wahlkreis Ternopil                           | |
| Guszalewicz Jan                  | Landgemeinden              | 34. Wahlkreis Dolina, Bolechów, Rożniatów       | |
| Gutowski Julian                  | Städte                     | 10. Wahlkreis Nowy Sącz                         | |
| Hausner Alfred                   | Handels- und Gewerbekammer |                                                 | |
| Hebda Piotr                      | Landgemeinden              | 52. Wahlkreis Brzesko, Radłów, Wojnicz          | |
| Helcel Zygmunt Antoni            | Städte                     | 2. Wahlkreis Krakau                             | trat in der ersten Sitzung zurück |
| Hoppen Apolinary                 | Großgrundbesitz            | 14. Wahlkreis Stanisławów                       | 1865 als Nachfolger von Władysław Dzieduszyck gewählt |
| Horodyski Tomasz                 | Großgrundbesitz            | 5. Wahlkreis Czortków                           | folgte Leo Sapieha nach, der das Mandat in einem anderen Wahlkreis annahm |
| Hrycak Michał                    | Landgemeinden              | 32. Wahlkreis Tyśmienica, Tłumacz               | |
| Hubicki Karol                    | Großgrundbesitz            | 4. Wahlkreis Złoczów                            | |
| Jachimowicz Grzegorz             | Virilstimme                | griechisch-katholischer Erzbischof von Lemberg  | |
| Jachimowicz Grzegorz             | Virilstimme                | Rektor der Universität Lemberg                  | im Jahr 1861 |
| Janko Henryk                     | Großgrundbesitz            | 9. Wahlkreis Sambor                             | verlor sein mandat 1865 auf Grund der Beteiligung an einem Aufstand |
| Janowski Ambroży                 | Landgemeinden              | 47. Wahlkreis Lubaczów, Cieszanów               | |
| Jaruntowski Jan                  | Großgrundbesitz            | 2. Wahlkreis Brzeziny                           | |
| Jasiński Adam                    | Virilstimme                | römisch-katholischer Bischof von Przemyśl       | ab 1863 war das Mandat nicht besetzt |
| Juskiewicz Antoni                | Städte                     | 7. Wahlkreis Jaroslaw                           | um 1866 verstorben |
| Juzyczynśki Antoni               | Landgemeinden              | 45. Wahlkreis Żółkiew, Kulików, Mosty Wielkie   | |
| Kabat Maurycy                    | Großgrundbesitz            | 14. Wahlkreis Stanisławów                       | 1865 als Nachfolger von Eustachy Rylski gewählt |
| Kaczała Stefan                   | Landgemeinden              | 39. Wahlkreis Zbaraż, Medyń                     | |
| Kaczkowski Michał                | Landgemeinden              | 21. Wahlkreis Drohobycz, Podbuż                 | |
| Kallir Majer                     | Städte                     | 6. Wahlkreis Brody                              | |
| Kapiszewski Ludwik               | Landgemeinden              | 71. Wahlkreis Wadowice, Kalwaria, Andrychów     | wurde am 30. November 1865 als Nachfolger von Józef Baum gewählt |
| Karpiniec Iwan                   | Landgemeinden              | 9. Wahlkreis Jazłowiec, Budzanów                | |
| Kirchrnayer Wincenty             | Handels- und Gewerbekammer |                                                 | |
| Kmietowicz Michał                | Landgemeinden              | 63. Wahlkreis Stary Sącz, Krynica               | |
| Kobak Jan                        | Landgemeinden              | 54. Wahlkreis Jasło, Brzostek, Frysztak         | als Nachfolger von Michał Żebracki gewählt |
| Kobylarz Jan                     | Landgemeinden              | 60. Wahlkreis Rozwadów, Tarnobrzeg, Nisko       | |
| Koczynski Michał                 | Städte                     | 2. Wahlkreis Krakau                             | 1865 als Nachfolger von Leon Skorupka gewählt |
| Koroluk Olexa                    | Landgemeinden              | 28. Wahlkreis Stanisławów, Halicz               | |
| Kowalyszyn Iwan                  | Landgemeinden              | 2. Wahlkreis Gródek, Janow                      | wurde am 15. Oktober 1866 als Nachfolger von Leon Trzeszczakowski gewählt. |
| Kowbasiuk Mikołaj                | Landgemeinden              | 11. Wahlkreis Kolomyja, Gwoździec, Peczeniżyn   | |
| Koziol Jan                       | Landgemeinden              | 68. Wahlkreis Dębica, Pilzno                    | wurde 1863 als Nachfolger von Jan Koziol gewählt. Seine Wahl wurde annulliert, jedoch wurde Koziol wiedergewählt                                                                                             |
| Kozlowski Zygmunt                | Großgrundbesitz            | 3. Wahlkreis Przemyśl                           | 1863 als Nachfolger von Adam Sapieha gewählt |
| Kraiński Maurycy                 | Großgrundbesitz            | 3. Wahlkreis Przemyśl                           | |
| Krawców Józef                    | Landgemeinden              | 23. Wahlkreis Łąka, Medenice                    | |
| Krawczyk Franciszek              | Landgemeinden              | 72. Wahlkreis Kenty, Biala, Oświęcim            | |
| Krzeczunowicz Kornel             | Großgrundbesitz            | 16. Wahlkreis Lemberg                           | |
| Krzysztofowicz Jakub             | Städte                     | 4. Wahlkreis Stanisławów                        | verstarb 1866 |
| Kulczycki Jakub                  | Landgemeinden              | 5. Wahlkreis Rohatyn, Bursztyn                  | am 30. November 1865 gewählt |
| Kurylowicz Michał                | Landgemeinden              | 40. Wahlkreis Trembowla, Złotniki               | |
| Kuziemski Michał                 | Landgemeinden              | 36. Wahlkreis Mikołajów, Żurawno                | ursprünglich war hier Jakub Szwedzicki gewählt worden, der jedoch das Mandat nicht annahm |
| Landesberger Maksymilian         | Städte                     | 15. Wahlkreis Kołomyja                          | 1865 als Nachfolger von Lazar Dubs gewählt |
| Łapiczak Jacko                   | Landgemeinden              | 24. Wahlkreis Sanok, Rymanów, Bukowsko          | |
| Laskowski Felicjan               | Großgrundbesitz            | 8. Wahlkreis Sanok                              | |
| Ławrowski Julian                 | Landgemeinden              | 19. Wahlkreis Sambor, Stare Miasto, Stara Sól   | |
| Ławrynowicz Mikołaj              | Landgemeinden              | 31. Wahlkreis Nadwórna, Delatyn                 | |
| Łepkaluk Kość                    | Landgemeinden              | 13. Wahlkreis Kosów, Kuty                       | 1863 als Nachfolger von Sofron Witwicki gewählt |
| Lesniak Michał                   | Landgemeinden              | 73. Wahlkreis Myślenice, Jordanów, Maków        | seine Wahl wurde 1863 annulliert. Er wurde wiedergewählt, jedoch wurde seine Wahl neuerlich annulliert |
| Lewicki Józef                    | Landgemeinden              | 14. Wahlkreis Śniatyn, Zabłotów                 | verstarb 1863 |
| Lipczyński Ignacy                | Städte                     | 2. Wahlkreis Krakau                             | als Nachfolger von Zygmunt Antoni Helcel gewählt |
| Liszcz Józef                     | Landgemeinden              | 57. Wahlkreis Rzeszów, Głogów                   | |
| Litwinowicz Spirydion            | Virilstimme                | Titularbischof von Kanada                       | |
| Loziriski Józef                  | Landgemeinden              | 17. Wahlkreis Jaworów, Krakowiec                | Ursprünglich war in diesem Wahlkreis Grzegorz Ginilewicz gewählt worden, der das Mandat hier jedoch nicht annahm                                                                                             |
| Lubomirski Jerzy                 | Großgrundbesitz            | 10. Wahlkreis Żółkiew                           | auf Grund des Mandatsverzichts von Leon Sapieha bzw. Włodzimierz Dzieduszycki in einer Nachwahl gewählt. Trat in der ersten Sitzung des Sejm zurück                                                          |
| Majer Józef                      | Großgrundbesitz            | 8. Wahlkreis Sanok                              | Nachfolger von Aleksander Dobrzanski |
| Malinowski Michał                | Landgemeinden              | 30. Wahlkreis Monasterzyska, Buczacz            | |
| Marszałkowicz Maksymilian        | Landgemeinden              | 64. Wahlkreis Nowy Targ, Krościenko             | trat um 1865 zurück |
| Młocki Alfred                    | Großgrundbesitz            | 9. Wahlkreis Sambor                             | folgte Aleksander Fredro nach, der 1861 zurücktrat |
| Mogilnicki Antoni                | Landgemeinden              | 29. Wahlkreis Bohorodczany, Sołotwina           | |
| Morgenstern Stanisław            | Landgemeinden              | 67. Wahlkreis Dąbrowa, Żabno                    | |
| Naumowicz Jan                    | Landgemeinden              | 41. Wahlkreis Złoczów, Gliniany                 | |
| Nehrebecki Julian                | Landgemeinden              | 22. Wahlkreis Rudki, Komarno                    | |
| Olcyngier Leopold                | Landgemeinden              | 61. Wahlkreis Tyczyn, Strzyiów                  | |
| Paszkowski Franciszek            | Großgrundbesitz            | 1. Wahlkreis Krakau                             | |
| Pawęcki Antoni                   | Landgemeinden              | 48. Wahlkreis Rawa, Niemirów:                   | der hier ursprünglich gewählte Ambrozy Janowski nahm das Mandat in diesem Wahlkreis nicht an |
| Pawlikow Teofil                  | Landgemeinden              | 3. Wahlkreis Brzeżany, Przemyśl                 | |
| Piasecki Józef                   | Großgrundbesitz            | 6. Wahlkreis Tarnów                             | verstarb während der Periode |
| Pietruski Oktaw                  | Großgrundbesitz            | 13. Wahlkreis Stryj                             | bei einer Nachwahl gewählt, nachdem Franciszek Smolka ein Mandat in Lemberg akzeptierte. |
| Pietruszewicz Antoni             | Landgemeinden              | 35. Wahlkreis Kałusz, Wojniłów                  | |
| Polanowski Stanislaw             | Großgrundbesitz            | 10. Wahlkreis Żółkiew                           | als Nachfolger von Jerzy Lubomirski 1863 gewählt |
| Polański Tomasz                  | Virilstimme                | griechisch-katholischer Erzbischof von Przemyśl | |
| Polowy Leon                      | Landgemeinden              | 6. Wahlkreis Podhajce, Kozowa                   | |
| Potocki Adam                     | Landgemeinden              | 50. Wahlkreis Chrzanów, Jaworzno, Krzeszowice   | |
| Potocki Alfred                   | Landgemeinden              | 59. Wahlkreis Leżajsk, Sokołów, Ulanów          | |
| Potocki Alfred Józef             | Landgemeinden              | 59. Wahlkreis Leżajsk, Sokołów, Ulanów          | |
| Procak Hryc                      | Landgemeinden              | 12. Wahlkreis Horodenka, Obertyn                | |
| Przybyło Jan                     | Landgemeinden              | 68. Wahlkreis Dębica, Pilzno                    | trat in der ersten Sitzung zurück |
| Pudło Maciej                     | Landgemeinden              | 56. Wahlkreis Dukla, Krosno, Żmigród            | |
| Pukalski Alojzy                  | Virilstimme                | römisch-katholischer Bischof von Tarnów         | |
| Reisner Feliks                   | Städte                     | 5. Wahlkreis Tarnopol                           | verstarb 1866 |
| Rodakowski Zygmunt               | Städte                     | 5. Wahlkreis Tarnopol                           | 1866 als Nachfolger von Feliks Reisner gewählt |
| Rogalinski Wincenty              | Großgrundbesitz            | 6. Wahlkreis Tarnów                             | um 1866 ausgeschieden |
| Rogalski Antoni                  | Landgemeinden              | 38. Wahlkreis Skałat, Grzymałów                 | |
| Rogawski Karol                   | Landgemeinden              | 55. Wahlkreis Gorlice, Biecz                    | starb 1865 |
| Ruczka Ludwik                    | Landgemeinden              | 69. Wahlkreis Ropczyce, Kolbuszowa              | |
| Rulf Fryderyk                    | Virilstimme                | Rektor der Universität Lemberg                  | im Jahr 1863 |
| Rusiecki Iwan                    | Landgemeinden              | 26. Wahlkreis Dobromil, Ustrzyki, Bircza        | |
| Russocki Włodzimierz             | Großgrundbesitz            | 5. Wahlkreis Czortków                           | am 28. November 1865 gewählt |
| Russocki Włodzimierz             | Großgrundbesitz            | 15. Wahlkreis Kolomyia                          | 1865 als Nachfolger von Kajetan Agopsowicz gewählt |
| Rutowski Klemens                 | Städte                     | 11. Wahlkreis Tarnów                            | |
| Rydzowski Andrzej                | Landgemeinden              | 55. Wahlkreis Gorlice, Biecz                    | 1865 als Nachfolger von Andrzej Rydzowski gewählt |
| Rylski Eustachy                  | Großgrundbesitz            | 14. Wahlkreis Stanisławów                       | 1865 ausgeschieden |
| Samelsohn Szymon                 | Städte                     | 2. Wahlkreis Krakau                             | |
| Sanguszko Władysław              | Großgrundbesitz            | 6. Wahlkreis Tarnów                             | |
| Sapieha Leon                     | Großgrundbesitz            | 1. Wahlkreis Krakau                             | |
| Sapieha Adam                     | Großgrundbesitz            | 3. Wahlkreis Przemyśl                           | folgte Leon Sapieha nach, der ein Mandat in einem anderen Wahlkreis annahm. Adam Sapieha trat 1863 zurück |
| Sawczynski Zygmunt               | Großgrundbesitz            | 13. Wahlkreis Stryj                             | am 21. Dezember als Nachfolger von Aleksander Dzieduszycki gewählt |
| Seidler Jędrzej                  | Städte                     | 9. Wahlkreis Biała                              | |
| Senkow Wasyl                     | Landgemeinden              | 5. Wahlkreis Rohatyn, Bursztyn                  | bis 1865 |
| Siwiec Jan                       | Landgemeinden              | 74. Wahlkreis Żywiec, Ślemień, Milówka          | Wahl wurde 1863 annulliert |
| Skorupka Leon                    | Städte                     | 2. Wahlkreis Krakau                             | schied um 1865 aus |
| Skrzynski Ludwik                 | Großgrundbesitz            | 8. Wahlkreis Sanok                              | |
| Skrzynski Ignacy                 | Großgrundbesitz            | 12. Wahlkreis Rzeszów                           | |
| Smarzewski Seweryn               | Großgrundbesitz            | 3. Wahlkreis Przemyśl                           | |
| Smolka Franciszek                | Städte                     | 1. Wahlkreis Lemberg                            | |
| Solecki Łukasz                   | Virilstimme                | Rektor der Universität Lemberg                  | im Jahr 1865 |
| Starowieyski Stanislaw           | Großgrundbesitz            | 6. Wahlkreis Tarnów                             | 1863 als Nachfolger von Jozef Piasecki gewählt |
| Stępek Antoni                    | Landgemeinden              | 27. Wahlkreis Dubiecko, Brzozów                 | 1863 zum Nachfolger von Antoni Błaz gewählt. Seine Wahl wurde annulliert, jedoch wurde er erneut gewählt |
| Stocki Adam                      | Landgemeinden              | 42. Wahlkreis Łopatyn, Brody, Radziechów        | |
| Strauch Michał                   | Landgemeinden              | 25. Wahlkreis Lisko, Baligród, Lutowiska        | |
| Suliski Kazimierz                | Großgrundbesitz            | 7. Wahlkreis Ternopil                           | |
| Szemelowski Teodor               | Städte                     | 13. Wahlkreis Sambor                            | |
| Szpunar Wawrzyniec               | Landgemeinden              | 58. Wahlkreis Łańcut, Przeworsk                 | |
| Szumanczowski Ludwik             | Landgemeinden              | 49. Wahlkreis Kraków, Mogiła, Liszki, Skawina:  | wurde am 20. November 1865 zum Nachfolger von Walery Wielogłowski gewählt |
| Szwedzicki Jakub                 | Landgemeinden              | 1. Wahlkreis Lemberg, Winniki, Szczerzec        | Seine Wahl war zuerst ausgesetzt worden, 1863 wurde er wiedergewählt |
| Szymonowicz Grzegorz             | Virilstimme                | katholischer Erzbischof von Lemberg             | |
| Tarczanowski Szymon              | Landgemeinden              | 20. Wahlkreis Turka, Borynia                    | |
| Teliga Karol                     | Virilstimme                | Jagiellonen-Universität                         | im Jahr 1864 |
| Trochanowski Szymon              | Landgemeinden              | 62. Wahlkreis Nowy Sącz, Grybów, Ciężkowice     | seine Wahl war zunächst angefochten worden |
| Trzecieski Franciszek            | Großgrundbesitz            | 11. Wahlkreis Sadec                             | folgte am 21. Dezember 1865 Marceli Drohojowski nach |
| Trzeszczakowski Leon             | Landgemeinden              | 2. Wahlkreis Gródek, Janow                      | seine Wahl wurde 1863 annulliert.Nach seiner Wiederwahl wurde das Mandat erst am 17. April 1866 genehmigt. Er schied jedoch noch im selben jahr aus                                                          |
| Ustyanowicz Mikołaj              | Landgemeinden              | 33. Wahlkreis Stryj, Skole                      | |
| Wachholz Antoni                  | Virilstimme                | Jagiellonen-Universität                         | im Jahr 1865 |
| Wężyk Leonard                    | Großgrundbesitz            | 1. Wahlkreis Krakau                             | |
| Wielogłowski Walery              | Landgemeinden              | 49. Wahlkreis Kraków, Mogiła, Liszki, Skawina:  | starb am 4. Juni 1865 |
| Wierzchlejski Franciszek Ksawery | Virilstimme                | römisch-katholischer Erzbischof von Lemberg     | |
| Witalis Michał                   | Landgemeinden              | 66. Wahlkreis Tamów, Tuchów:                    | |
| Witwicki Sofron                  | Landgemeinden              | 13. Wahlkreis Kosów, Kuty                       | legte sein Mandat in der ersten Sitzung zurück |
| Wodzicki Ludwik                  | Großgrundbesitz            | 1. Wahlkreis Krakau                             | 1865 als Nachfolger von Atanazy Benoe gewählt |
| Wodzicki Kazimierz               | Großgrundbesitz            | 4. Wahlkreis Złoczów                            | schied vorzeitig aus |
| Wodzicki Henryk                  | Großgrundbesitz            | 10. Wahlkreis Żółkiew                           | |
| Wolny Józef                      | Landgemeinden              | 74. Wahlkreis Żywiec, Ślemień, Milówka          | am 1. September 1866 gewählt |
| Wybranowski Leoncjusz            | Großgrundbesitz            | 5. Wahlkreis Czortków                           | um 1865 ausgeschieden |
| Zabiriski Józef                  | Landgemeinden              | 64. Wahlkreis Nowy Targ, Krościenko             | wurde am 30. November 1865 zum Nachfolger von Maksymilian Marszalkowicz gewählt |
| Zahorojko Ilko                   | Landgemeinden              | 43. Wahlkreis Busk, Kamionka Strumiłowa, Olesko | war 1863 zeitweise in Haft |
| Zakrzewski Jakub                 | Städte                     | 8. Wahlkreis Drohobycz                          | |
| Zaparyluk Jan                    | Landgemeinden              | 14. Wahlkreis Śniatyn, Zabłotów                 | wurde 1863 zum Nachfolger von Józef Lewicki gewählt. Seine Wahl wurde zunächst angefochten, dann jedoch genehmigt                                                                                            |
| Zatwarnicki. Zygmunt             | Städte                     | 14. Wahlkreis Stryj                             | |
| Zbyszewski Wiktor                | Städte                     | 12. Wahlkreis Rzeszów                           | |
| Zduri Józef                      | Landgemeinden              | 73. Wahlkreis Myślenice, Jordanów, Maków        | wurde aks Nachfolger von Michał Lesniak gewählt, jedoch wurde seine Wahl annulliert. Danach wurde er wiedergewählt                                                                                           |
| Żebracki Michał                  | Landgemeinden              | 54. Wahlkreis Jasło, Brzostek, Frysztak         | seine Wahl wurde 1863 annulliert |
| Zelek Wojciech                   | Landgemeinden              | 65. Wahlkreis Limanowa, Skrzydlna               | starb am 27. Dezember 1861 |
| Ziembicki Grzegorz               | Städte                     | 3. Wahlkreis Przemyśl                           | |
| Ziemiałkowski Florian            | Städte                     | 1. Wahlkreis Lemberg                            | wurde nach einem Aufstand festgenommen und verlor sein Mandat |
| Żuk-Skarszewski Faustyn          | Großgrundbesitz            | 11. Wahlkreis Sadec                             | |
| Zyblikiewicz Mikolaj             | Großgrundbesitz            | 1. Wahlkreis Krakau                             | |